# バーバー＝リャシュチェンコ協定
バーバー＝リャシュチェンコ協定（ドイツ語: Barber-Ljaschtschenko-Abkommen）は、1945年11月13日にイギリスとソビエト連邦の間で結ばれた協定。連合国占領地域のうちソ連占領地域であったメクレンブルクと、イギリス占領地域であったシュレースヴィヒ＝ホルシュタインの間で占領地域の一部を交換することを約した。ドイツではガーデブッシュ協定（Gadebuscher Vertrag）ということもある。

## 内容

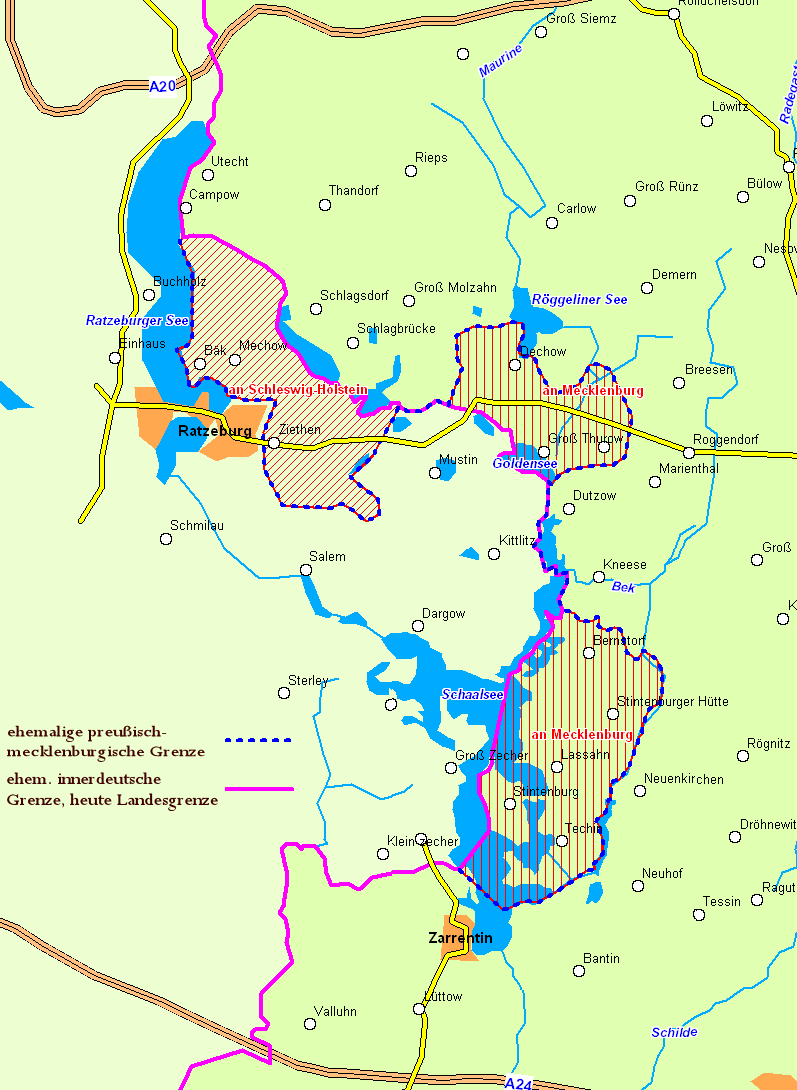
交換された地域

イギリス側はイギリス陸軍ライン軍団のコリン・ミューア・バーバー少将、ソ連側は赤軍最高司令部のニコライ・リャシュチェンコ少将を全権として、メクレンブルクのガーデブッシュにあったガーデブッシュ城において締結された。
占領地域の交換に関するイギリス側の動機は、その地域へのアクセスの悪さと戦略的見地によるもので、イギリス軍政府は「シャアール湖東岸は経済的に小さく、到達が困難で、戦略的観点から望ましくない。デホーとトゥーローは道路状況が悪く、戦略的に不利である」と判断していた。一方、交換により得られる地域は道路状況もよく、戦略的にも有利であった。
この協定により、イギリス占領地域であったシャアール湖東岸ならびにデホーおよびトゥーローと、ソ連占領地域であったラッツェブルク湖東岸が交換された。1945年11月26日にメクレンブルクのシェーンベルク郡からツィーテン、メホー、ベックおよびレムニッツといったラッツェブルク近郊の町がラウエンブルク公国地区（Kreis Herzogtum Lauenburg）に編入されてイギリス占領地域に移った。一方、これと引き換えにデホー、トゥーロー（現在はロッゲンドルフの一街区）およびラサーンがソ連占領地域に引き渡された。協定では、住民の退避はベルリン時間の1945年11月28日13時までに行うこととされた。
なお、この協定で交換された地域は、1990年のドイツ再統一においてもそのままとされた。

## 移住
この協定により、イギリス占領地域から外れる地域の住民は移住することになった。ソ連占領地域については、ドイツ人住民とソ連市民は留まることも退去することも自由とされた一方で、無国籍者はすべて移住することになった。この際、イギリス軍の司令官アシュワースは、ラウエンブルク公国地区の地区長に「ソ連管理下に入る自分の農場に留まることを希望する農民には、複数の馬を飼うことは許されない」と伝達している。また、農場の牛、羊、豚の他、荷馬車、すき、まぐわなどの機材についても30日以上予備を持つことを許されなかった。また、漁船はシャアール湖の西岸に運ばれることになっていた。
ラサーンの住民には11月14日、デホーとトゥーローの住民には11月15日に、占領地域の交換が行われる方針であることが知らされた。これを受けて11月16日にはまず牛と農機具の移送が始まった。移送にはイギリスの水陸両用車、戦車、馬車のほか、シュティンテンブルク半島からフェリーまで動員され、デホーからだけで牛1130頭、馬および子馬309頭、羊406頭、豚554頭が移送された。
住民の移住は11月23日から3日間かけて行われた。移住者は、シュミラウ難民一時収容所やラッツェブルクのシュッツェンホーフ（訳注：射撃協会会館。射撃祭などの際の集会場、宿舎となったもので、現在ではホテルとして営業しているものもある）やラーツケラー（訳注：市庁舎の地下または近隣にあるワイン等の貯蔵庫兼レストラン）、ファルチャウ城とトゥシェンベック城に収容された。身を寄せる親戚宅や知人宅がある者は別として、収容先を自分で選ぶことは許されなかった。しかも、一時収容所などに移ること自体、移住先の地区長の同意を得ることが前提になっていた。デホーの住民1237人のうち120人、トゥーローの住民256人のうち79人はそのまま留まった。11月27日朝に、イギリス軍政当局による移住者の最終便が出発した。
この集団移住により、ツィーテン、メホー、ベック、レムニッツの人口は大幅に増加した。ツィーテンでは268人から340人、メホーでは104人から230人、ベックでは204人から454人、レムニッツでは51人から91人に増加した。ラッツェブルク湖東岸のホーエンロイヒテ、メホー、レムニッツ、ヴィーティングスベック、ツィーテンなど計2442ヘクタールがイギリス占領地域のシュレースヴィヒ＝ホルシュタインに編入された。
一方、メクレンブルクにはトゥーローおよびトゥーロー郡、デホーなど1460.89ヘクタールが編入され、うち119.65ヘクタールが森林、41.42ヘクタールが水域であった。また、シャアール湖東岸のラサーン、ベルンシュトルフ、ハーケンドルフ、シュティンテンブルク、シュティンテンブルク＝ヒュッテ、テヒンなど3419.81ヘクタール（うち森林405.88ヘクタール、水域773.59ヘクタール）も編入された。

## その他の占領地域交換協定
1945年9月17日には、アメリカとソ連の間でヴァンフリート協定が締結された。また、ベルリンのイギリス占領地域とソ連占領地域について、シュターケンの一部とグロース・グリーニッケおよびとエンゲルスフェルデを交換する協定も結ばれている。